# Monopis desertella
Monopis desertella är en fjärilsart som beskrevs av Hans Georg Amsel 1935. Monopis desertella ingår i släktet Monopis och familjen äkta malar. Inga underarter finns listade i Catalogue of Life.